# Фарбер, Сидни

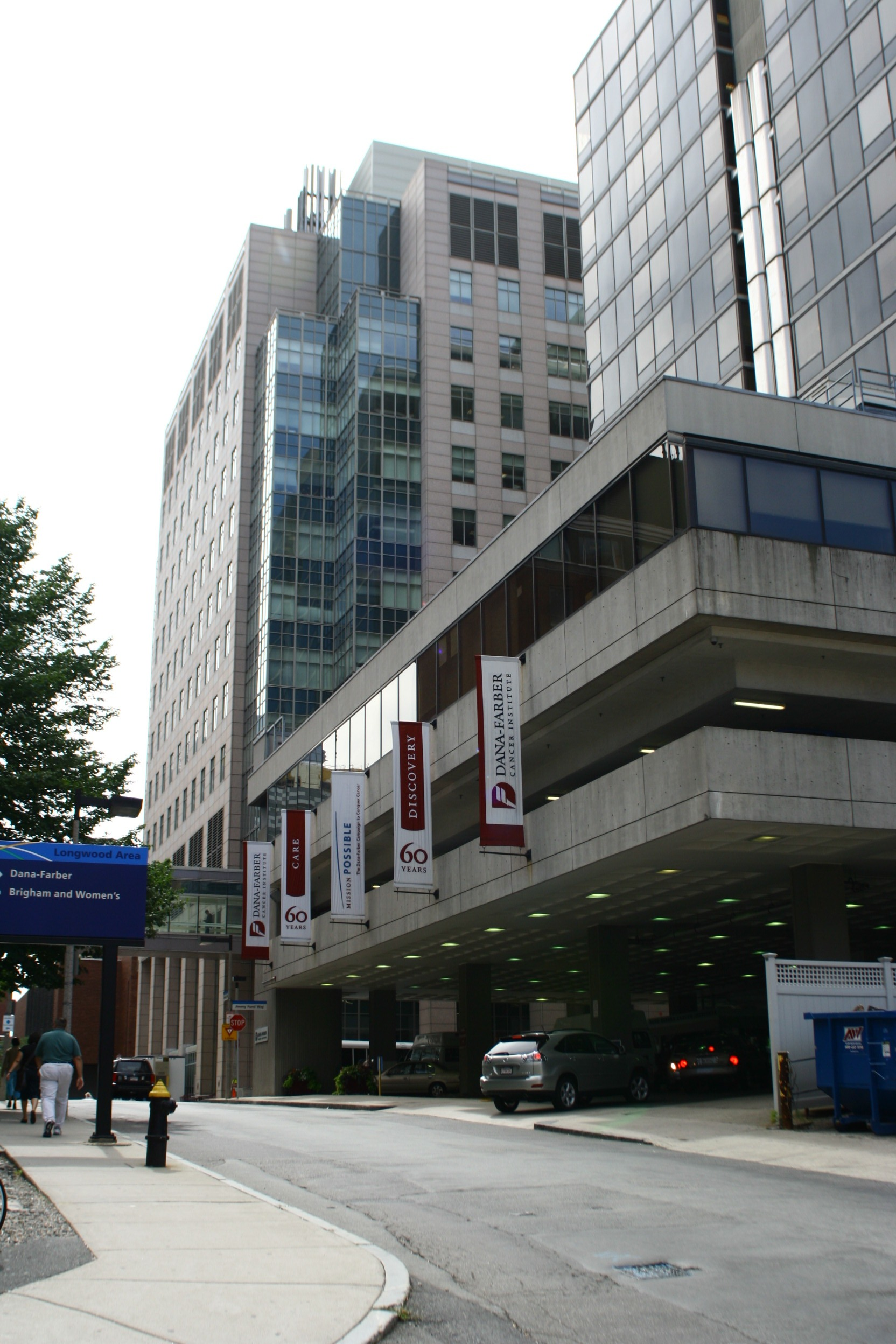
Лонгвудская медицинская и академическая территория. Слева Дом Дейни — Фарбера. Справа — Дом Смита

Сидни (Сидней) Фарбер (англ. Sidney Farber, 30 сентября 1903, Буффало — 30 марта 1973, Бостон) — американский онколог, патолог и педиатр, основоположник современной химиотерапии. Его именем назван Онкологический институт Дейни — Фарбера.

## Биография
Сидни Фарбер родился в еврейской семье и был третьим из четырнадцати детей. Его отец, Симон Фарбер, эмигрировал в США из Российской империи в конце XIX века и работал в страховом агентстве. Семья жила скромно на восточной окраине Буффало, в еврейской общине, состоявшей преимущественно из владельцев магазинов, рабочих, счетоводов и странствующих торговцев. Дома Фарберы пользовались идишем, а за пределами дома — только немецким и английским.
Чтобы оплачивать обучение в Университете штата Нью-Йорк в Буффало, Сидни играл на скрипке в концертных залах. В 1923 году он закончил это учебное заведение. В середине 1920-х годов многие из молодых евреев, не имея шанса учиться в американских медицинских школах, поступали в европейские. Сидни Фарбер год изучал медицину в Гейдельберге и Фрайбурге, а затем поступил на второй курс Гарвардской медицинской школы в Бостоне, которую окончил в 1927-м году.
После интернатуры в бостонской Больнице Питера Бента-Бригама и Детском госпитальном медицинском центре (англ. Children'S Hospital Medical Center, научным руководителем был Кеннет Блакфан) Фарбер год работал ассистентом в Мюнхенском институте патологии, а в 1929 году стал ассистентом на кафедре патологии Гарвардской медицинской школы и патологоанатомом в Бостонской детской больнице. Работая в Бостоне, он стал близким учеником и другом патолога Симеона Бёрта Вольбаха. В 1946 году был назначен заведующим лабораторий, а в 1947-м — главным патологоанатомом этого медицинского заведения. Фарбер написал труд о классификации опухолей у детей и учебник «Посмертная экспертиза» (англ. The Postmortem Examination).
Работая в Гарвардской медицинской школе над исследовательским проектом (грант выделило Американское онкологическое общество), Фарбер выполнил доклиническое и клиническое испытание аминоптерина — химического соединения, которое по его просьбе синтезировал Йеллапрагада Суббарао. Это вещество — антифолат — блокирует деление лейкоцитов в течение острой лимфобластной лейкемии. В 1948 году Фарбер показал, что можно добиться клинической и гематологической ремиссии в случаях этой болезни. Благодаря этому открытию Фарбера назвали «отцом современной химиотерапии» неопластических болезней, а за десять лет до того — отцом современной педиатрической патологии. В 1952 году этот учёный впервые описал болезнь, которую впоследствии назвали его именем — болезнь Фарбера. В 1950-х — 1960-х годах он проводил исследования рака. В частности, в 1955 году открыл, что при комбинированном лечении антибиотиком актиномицином D и облучением можно достичь ремиссии в случаях опухоли Вилмза — рака почек.
Кроме работы в Гарвардской медицинской школе и Детском госпитальном медицинском центре, Фарбер работал консультантом в Военном институте патологии, Службе общественного здоровья США, Национальном институте рака. В течение 1958 года он возглавлял Американское общество патологов и микробиологов. Был членом совета Образовательного фонда, а также Исследований церебрального паралича Соединённых Штатов — как заинтересованный лизосомными болезнями. В 1968 году Фарбера избрали председателем Американского онкологического общества. Он принадлежал к совету Бельгийско-американского образовательного фонда и учёного медицинского совета Исследовательского института Розвелл-Парк в Буффало. Фарбер был членом Национального консультативного онкологического совета, Национального консультативного совета здравоохранения, Президентской комиссии болезней сердца, рака и инсульта, Общества педиатрических исследований.

## Общественная деятельность
В 1947 году Фарбер основал Фонд исследования рака у детей, призванный обеспечивать новейшее, подходящее для детей лечение и помогать в предотвращении онкологических заболеваний и развитии способов борьбы с ними. На базе этого фонда вышло научно-исследовательское и лечебное учреждение. В 1974 году его официально назвали Онкологический центр Сиднея Фарбера, а в 1983-м (учитывая значительную финансовую поддержку от Фонда Дейни) переименовали в Онкологический институт Дейни — Фарбера. На 2010 год он насчитывал 2934 человек.
В том же 1947 году Фарбер начал собирать средства на исследования рака с помощью руководителей развлекательного заведения «Клуб Варьете». Вместе они основали Фонд Джимми. 22 мая 1948 года в прямом эфире радиопрограммы «Правда или последствия» (англ. Truth or Consequences) транслировали встречу больного раком 12-летнего Эйнара Густафсона (он стал прообразом вымышленного Джимми) и игроков его любимой бейсбольной команды «Бостон брэйвз». Радиоведущий призвал всех пожертвовать на лечение мальчика и на учреждение Фонда Джимми по 25 центов или больше. В начале мая со всех США поступило более 230 000 долларов. Фарбер понял важность привлечения общественности и использования всех возможных способов финансирования научно-исследовательских работ:
Антифолаты были первым открытием Фарбера в онкологии, а эта решающая истина - вторым. Она вызвала просто-таки сейсмический сдвиг в его карьере, значительно более существенный, чем переквалификация патологоанатома в онколога. Это превращение — клинического врача в пропагандиста исследований рака — отражает преобразование самого рака. Страшная болезнь выползла из подвала на яркий свет публичности и неотвратимо изменила линию своей истории
С начала 1950-х до конца жизни Фарбер посещал слушания в Конгрессе и побудил выделять средства на исследования рака. Обладая даром убеждения, он достиг в этом успехов. В частности, Конгресс основал Совместную групповую программу клинических исследований (англ. Clinical Trials Cooperative Group Program) и создал Национальный сервисный центр химиотерапии (англ. Chemotherapy National Service Center) при Национальном институте рака. Вместе со своей искренней приятельницей Мэри Ласкер, активной деятельницей на благо научно-исследовательской работы, известным хирургом Майклом Эллисом Дебейки, алабамским сенатором Дж. Листером Хиллом и конгрессменом из Род-Айленда Джоном Э. Фогарти, Фарбер добился значительного увеличения правительственных ассигнований на исследовательскую работу в области онкологии. За 1957—1967 годы годовой бюджет Национального института рака — государственного учреждения — вырос с 48 миллионов долларов долларов до 176 миллионов.

## Личная жизнь
Кроме самого Сиднея Фарбера, в издании «Кто есть кто» за 1966 год фигурируют четверо его братьев: Гарольд — исполнительный директор страховой компании; Марвин — профессор философии Университета штата Нью-Йорк в Буффало; Сеймур — пульмонолог; Юджин — дерматолог.
3 июля 1928 года Сидни Фарбер женился на Норме С. Хольцман (1909—1984) — поэтессе и детской писательнице, основавшей Norma Farber First Book Award. Супруги жили в Бруклине и родили четверых детей — Эллен, Стивена, Томаса и Мириам.

## Почётные академические звания
Следующие высшие учебные заведения присвоили Фарберу почётные звания:
- Саффолкский университет
- Бостонский университет
- Брандейский университет
- Университет Провиденса
- Гентский университет
- Лувенский католический университет
- Каролинский институт
- Медицинский колледж Альберта Эйнштейна
- Нью-Йоркский медицинский колледж

## Награды
- Международная гуманитарная премия «Клуба Варьете» (1964)
- Премия Альберта Ласкера за клинические медицинские исследования — за пионерскую работу в педиатрической химиотерапии (1966)
- Премия Джадд за онкологические исследования — от Мемориального онкологического центра им. Слоуна-Кеттеринга
- Большая Медаль Гентского университета
- Мемориальная премия Гита — от Онкологического института М. Д. Андерсона (1967)
- Премия Оскара Б. Гантера Американского терапевтического общества — за работу в области экспериментальной терапии (1968)
- Трость с золотой головкой (1972); находится в Лондоне, в Королевском колледже врачей (Foley, 1973)

## Память
Именем Фарбера названы:
- Онкологический институт Дейни — Фарбера
- Дом Фарбер-холл, сооружённый 1953 в Южном студенческом городке Университета штата Нью-Йорк в Буффало
- Дом Дейни — Фарбера на Лонгвудской медицинской и академической территории, связанной с Гарвардской медицинской школой
- Болезнь, которую он описал и исследовал